# Compagnie des chemins de fer départementaux de l'Aisne
Pour les articles homonymes, voir CDA.
La Compagnie des chemins de fer départementaux de l'Aisne (CDA) est une société anonyme, filiale de la Compagnie du chemin de fer de Saint-Quentin à Guise, fondée en 1905 pour assurer la création et l'exploitation de lignes de chemin de fer d'intérêt local dans le département de l'Aisne.
Elle disparait par fusion avec la société mère le 26 août 1922.

## Histoire
La  Compagnie du chemin de fer de Saint-Quentin à Guise crée une filiale dénommée Compagnie des chemins de fer départementaux de l'Aisne, en 1905. Elle a pour objet la création d'un réseau de chemins de fer d'intérêt local dans le département de l'Aisne.
Le réseau, composé de lignes nouvelles, atteint 200 km à son apogée.
Le décret du 26 août 1922 autorise la fusion de la société avec la société mère la Compagnie du chemin de fer de Saint-Quentin à Guise, pour donner naissance à la Compagnie des chemins de fer secondaires du Nord-Est.

## Lignes
La société est constituée pour ouvrir et gérer un réseau à écartement métrique (1 000 mm), il comprendra néanmoins une ligne de plus de 20 kilomètres à écartement standard (1 435 mm). Les ouvertures des lignes vont intervenir de 1907 à 1919.

### Lignes à voie métrique

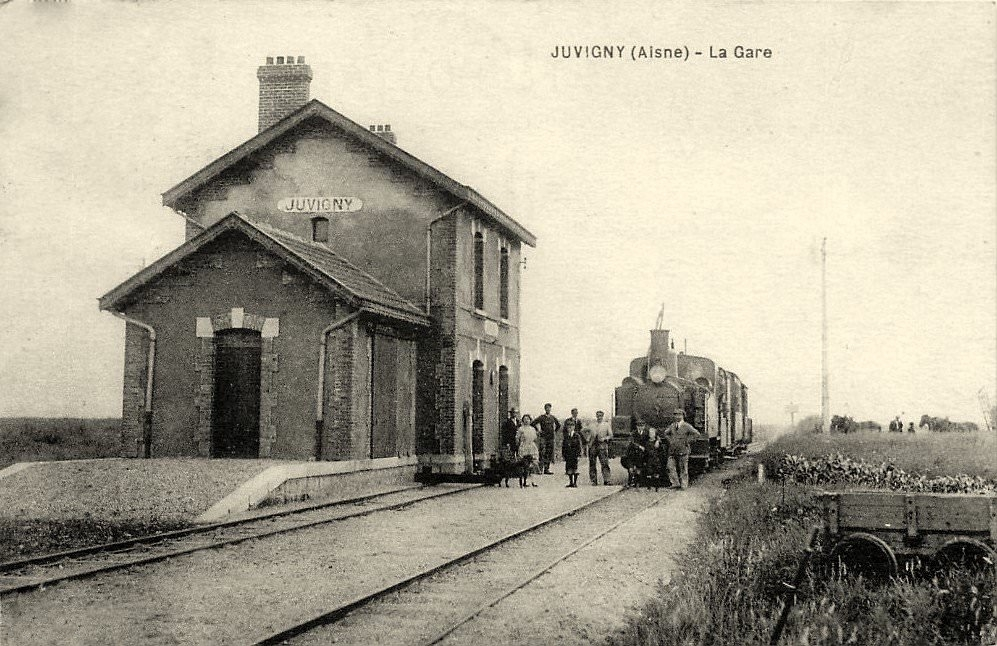
La gare de Juvigny sur la ligne de Coucy-le Chateau à Oulchy-Breny.

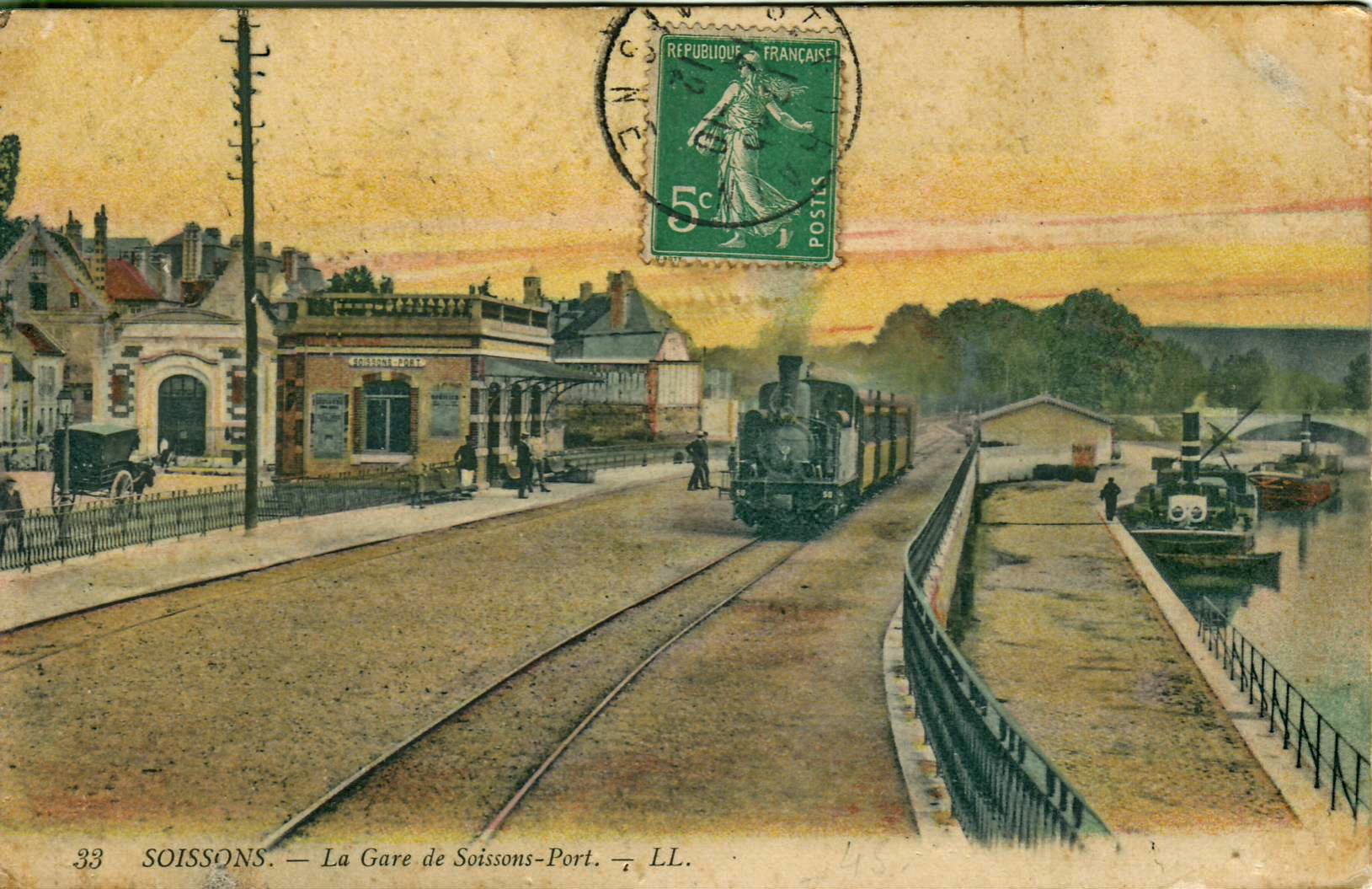
La gare de Soissons-Port.

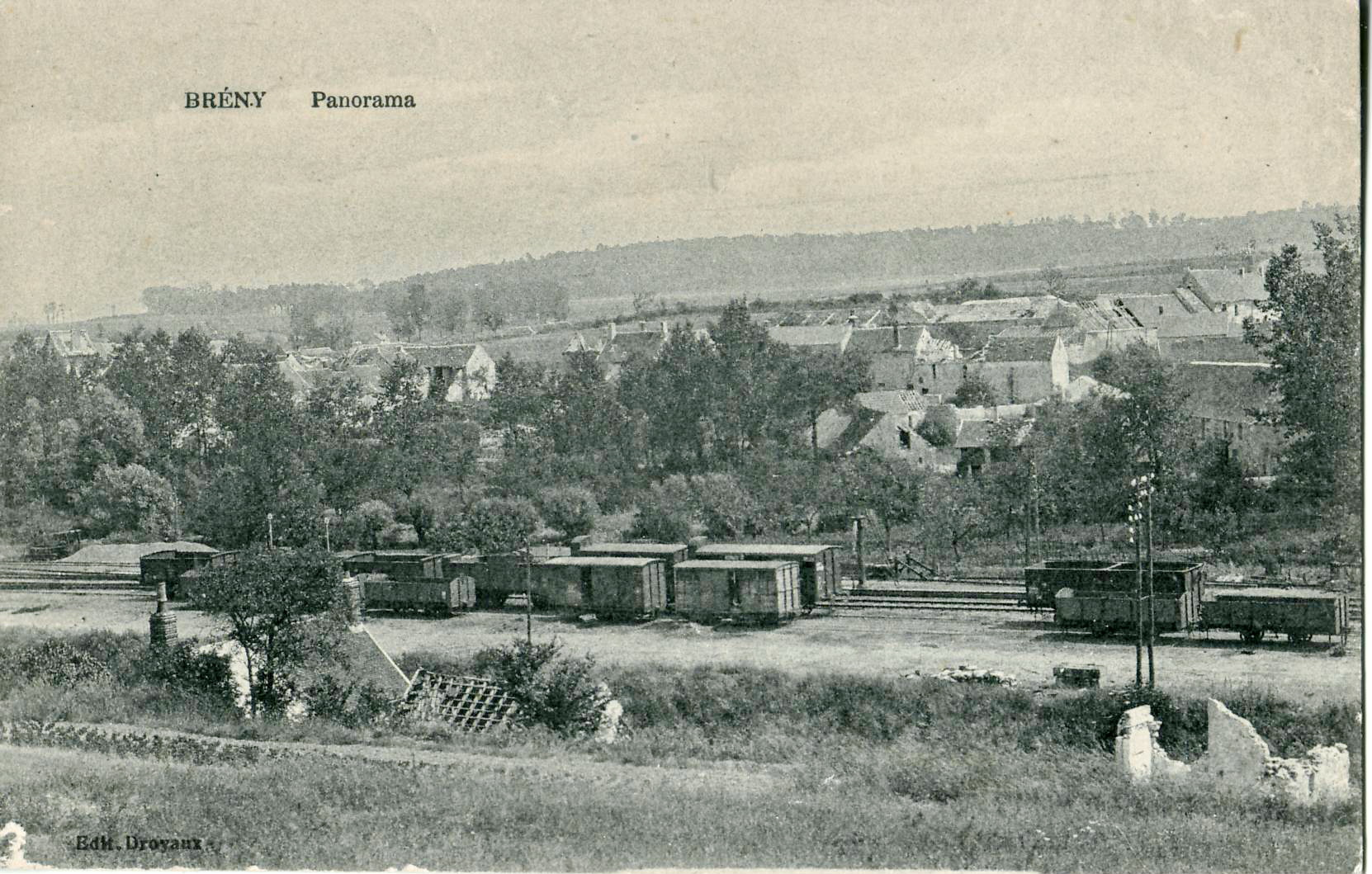
La gare d'Oulchy Breny.

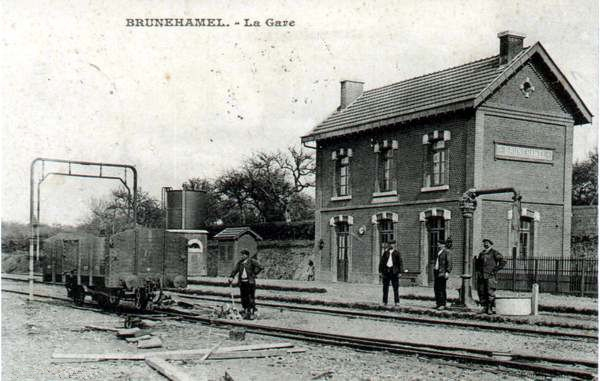
La gare de Brunehamel

#### Le réseau
- Soissons - Oulchy-Brény, 31 km, ouverture en 1907, fermeture en 1948;
- Chauny - Guny - Coucy-le-Château 31 km:
- Chauny - Blérancourt  18 km: ouverture en 1909, fermeture en 1942;
- Blérancourt - Coucy-le-Château  13 km: ouverture en 1909, fermeture en 1963;
- Montécouvé - Guny, 11 km: ouverture en 1910; fermeture en 1948;
- Soissons - Vic-sur-Aisne, 37 km:
- Soissons - Montécouvé, 18 km : ouverture en 1910, fermeture en 1948;
- Montécouvé - Vic-sur-Aisne 19 km: ouverture en 1911, fermeture en 1948;

#### Lignes isolées
- La Neuville (Laon) - Nouvion-le-Vineux, (ligne isolée) 14km , ouverture en 1907, fermeture en 1932;
- Romery - Liart,(ligne isolée) 56 km :
- Romery - Vervins, 19 km :ouverture en avril 1912, fermeture en 1961;
- Vervins - Brunehamel, 23 km: ouverture en novembre 1912, fermeture en 1935;
- Brunehamel - Liart, 13 km: ouverture en 1913, fermeture en 1935;

Le centre du réseau est situé à Soissons où se trouvent le dépôt et les ateliers.

### Lignes à voie normale
- Saint-Quentin - Ham, 21 km.
- Saint-Quentin - Villers-Aubigny, 15 km, ouverture en 1910, fermeture en 1990;
- Villers-Aubigny - Ham, 6 km: ouverture en 1910, fermeture en 1955
- Appilly - Blérancourt, 6 km: ouverture civile en 1919 après un usage militaire, fermeture en 1928;

Hormis ces lignes, plusieurs sections à voie métrique furent transformées à l'écartement normal, ainsi:
- Blérancourt - Coucy-le-Château, voie mixte, métrique et normale à 4 files de rails durant la guerre de 1914-1918.
- Romery - Liart, convertie à l'écartement normal en 1922.

## Matériel roulant

### Locomotives

#### Locomotives à vapeur
- N° 1 à 3, type 130T, livrées par Corpet-Louvet en 1906, n° de construction 1097 à 1099, poids à vide 21 tonnes
- N° 4, type 130T, livrée par Corpet-Louvet en 1907, n° de construction 1152, poids à vide 21 tonnes
- N° 5 à 6, type 130T, livrées par Corpet-Louvet en 1909, n° de construction 1161 et 1162, poids à vide 21 tonnes
- N° 7 à 10, type 130T, livrées par Corpet-Louvet en 1910, n° de construction 1179 à 1182, poids à vide 21 tonnes
- N° 13 à 15, type 130T, livrées par Corpet-Louvet en 1912, n° de construction 1396 à 1398, poids à vide 21 tonnes
- N° 21, type 130T, livrée par Corpet-Louvet en 1913, n° de construction 1469, poids à vide 24 tonnes

### Automotrices

#### Automotrices à vapeur
| Illustration | Modèle / type | Nombre | Numéros | En service | Hors service | Remarques |
| ------------ | ------------- | ------ | ------- | ---------- | ------------ | --------- |
|              | Pinguely B2t  | 3      | 101-103 | 1906       |              |           |

## Matériel et installations préservées
La locomotive N°1 est préservée sur le chemin de fer de la baie de Somme

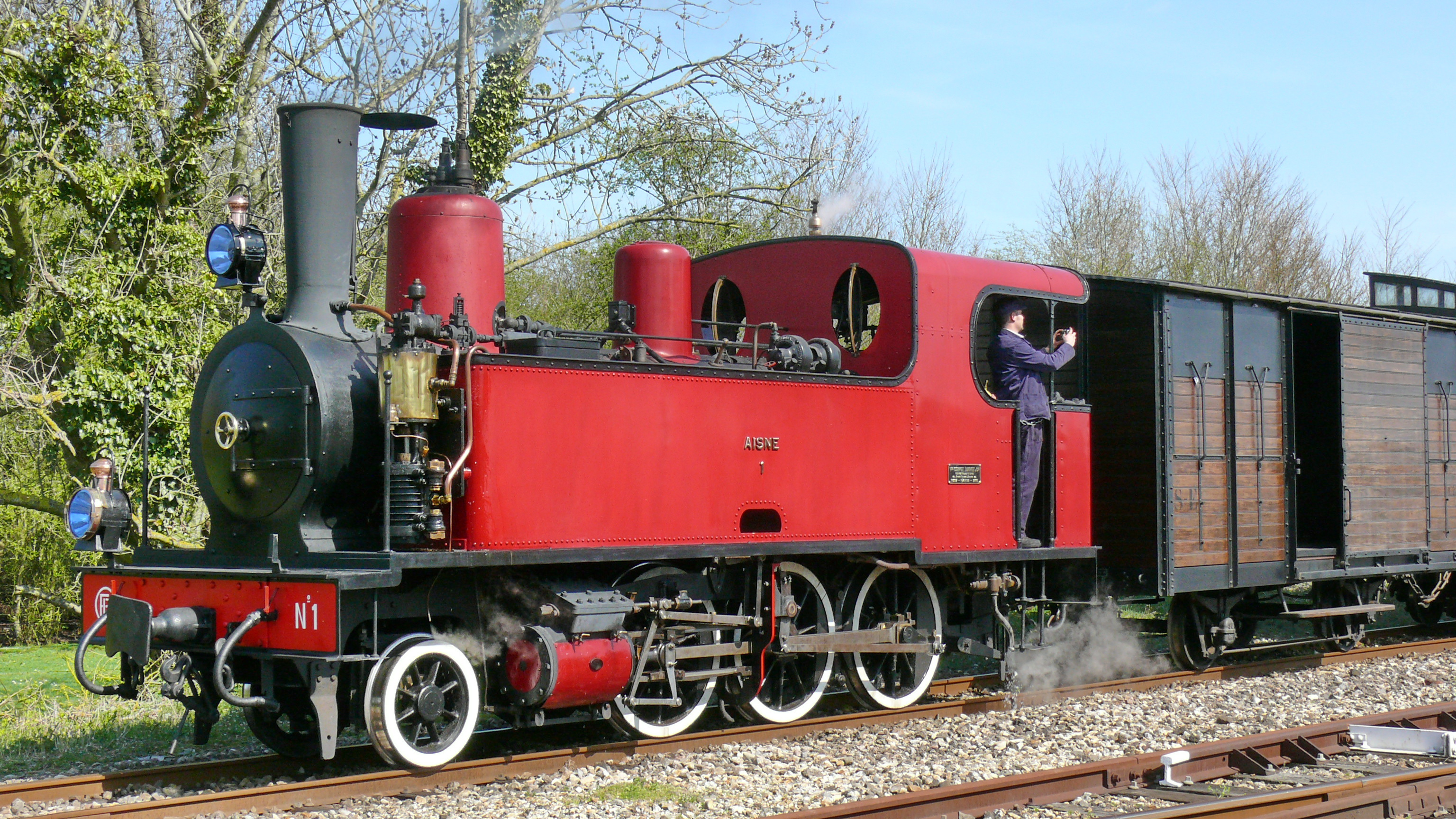
Locomotive n°1 sur le CFBS.
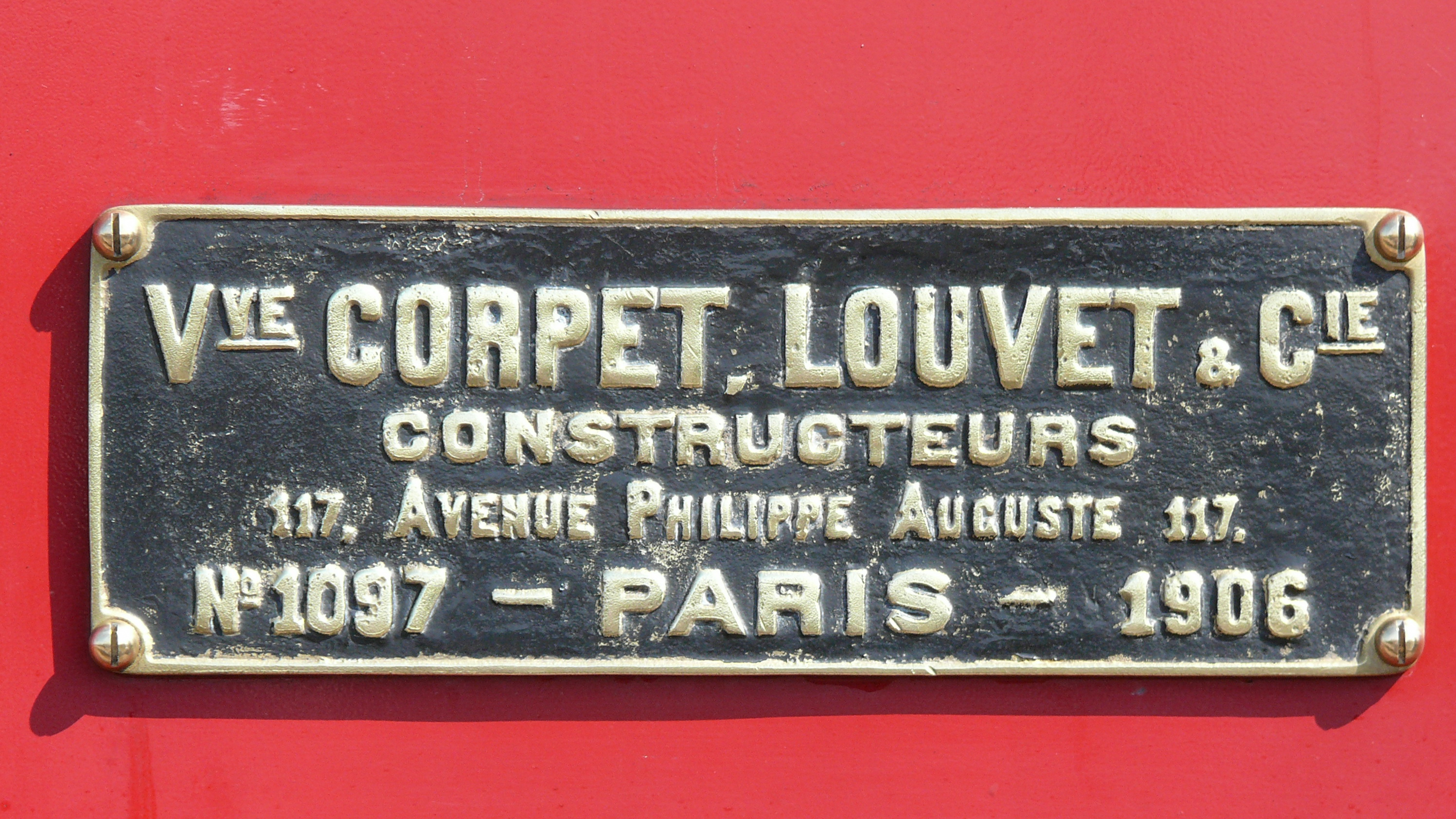
Plaque du constructeur de la locomotive
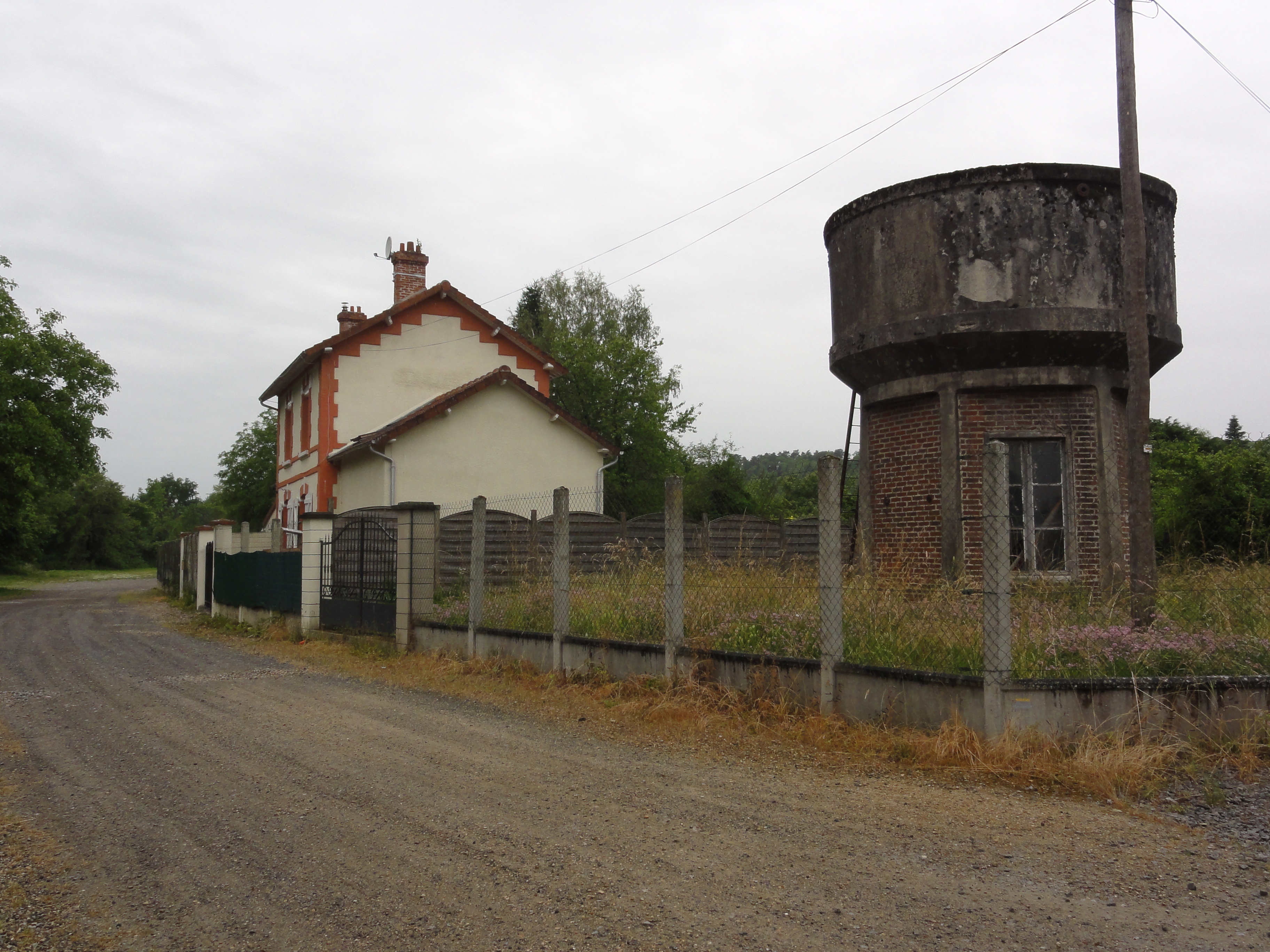
La gare de Vauxrezis en 2015 sur la ligne Soissons - Oulchy-Brémy.
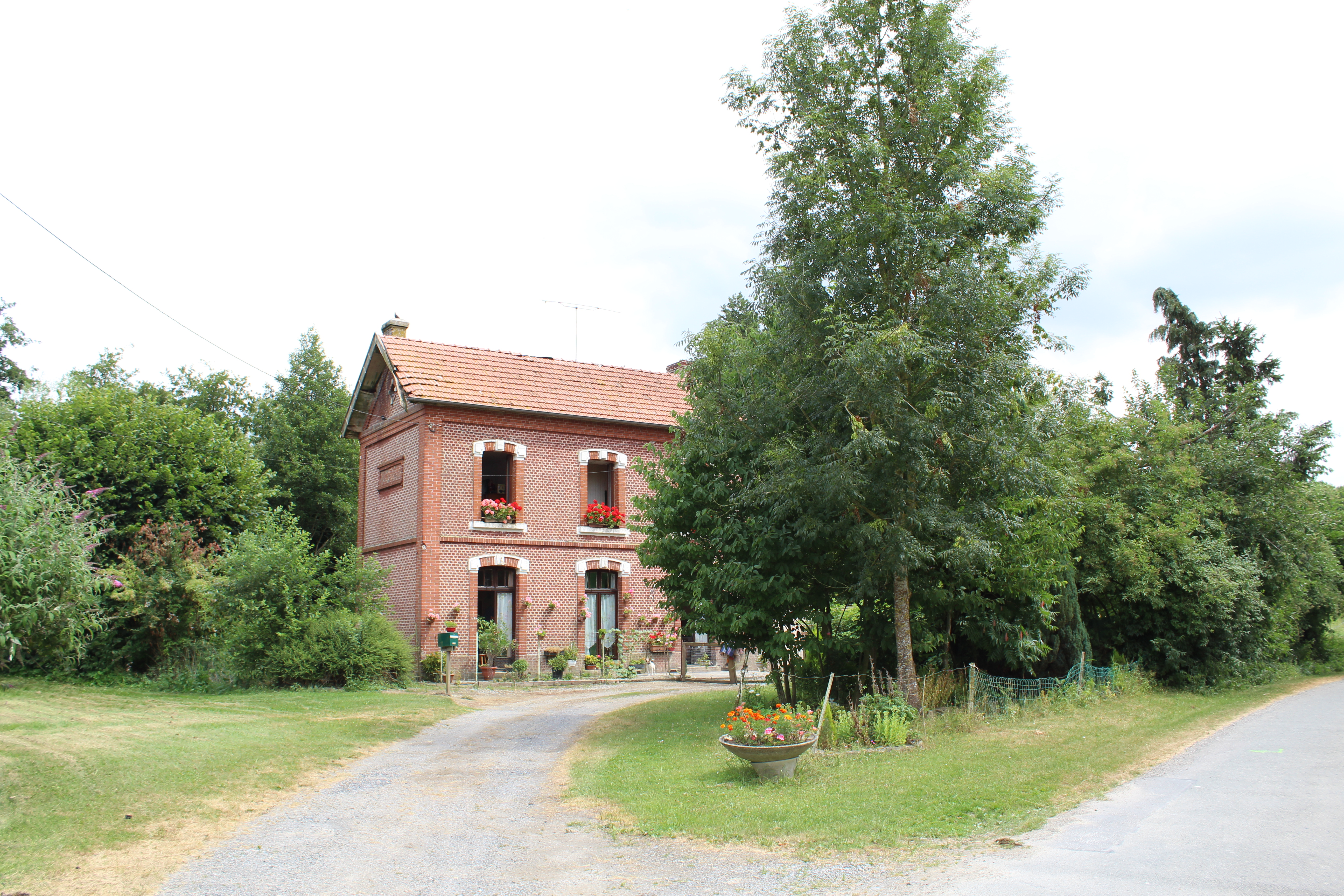
La gare de Wiège sur la ligne Wiège-Liart.
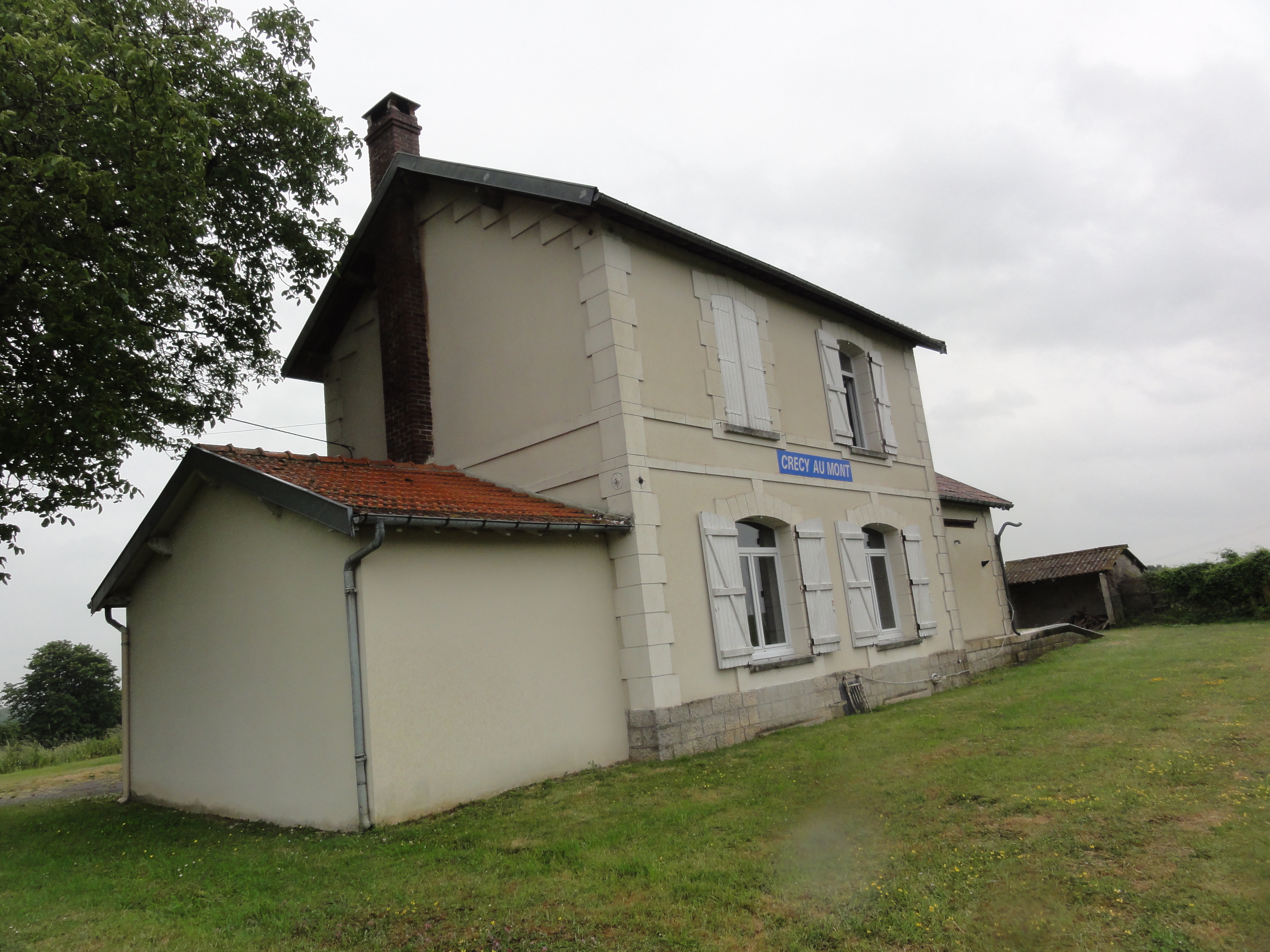
La gare de Crécy-au-Mont sur la ligne Soissons - Coucy-le-Château.
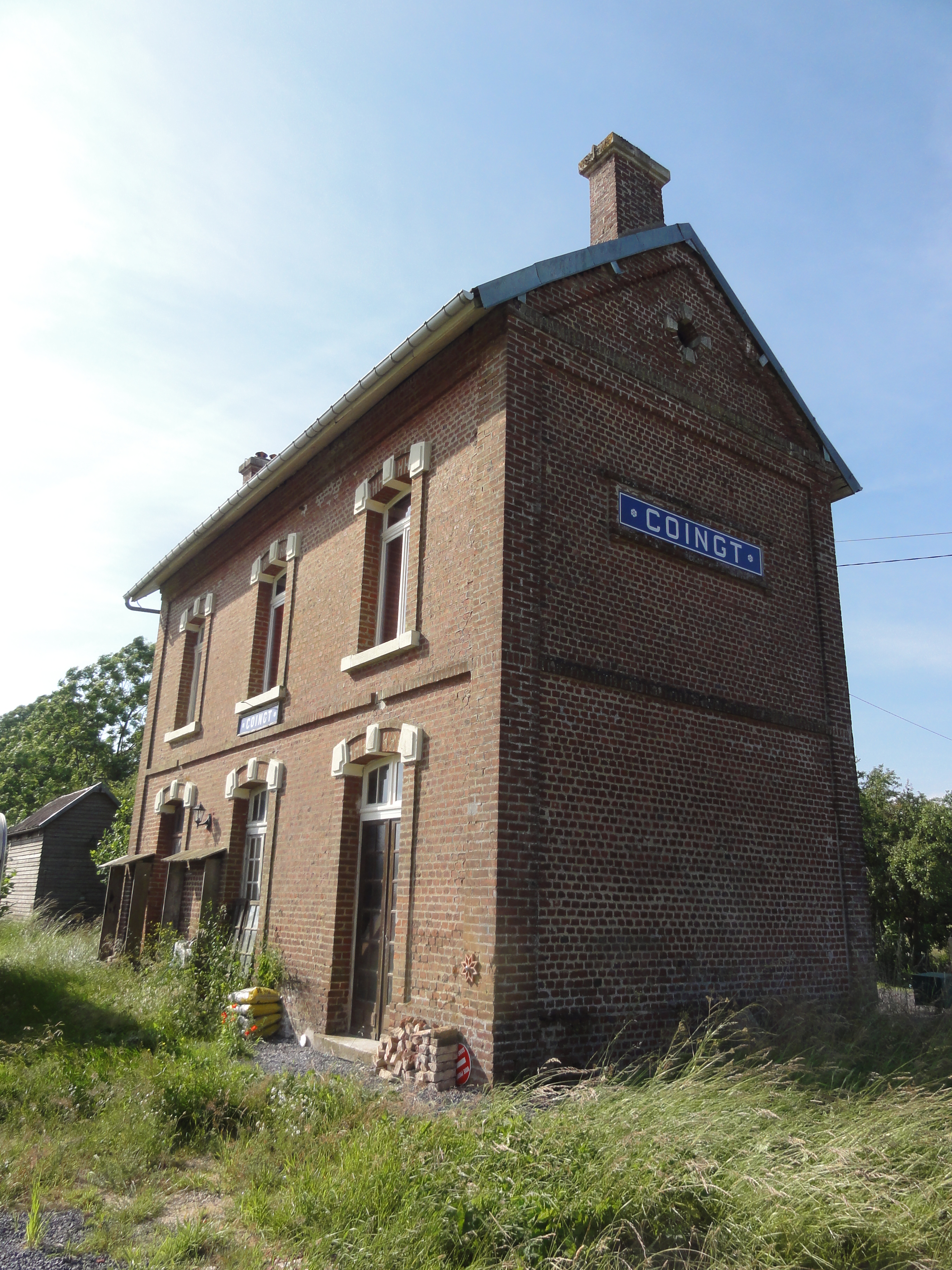
La gare de Coingt sur la ligne Romery - Liart.